# Sarax dunni
Espèce
Sarax dunni est une espèce d'amblypyges de la famille des Charinidae.

## Distribution
Cette espèce est endémique des Îles Salomon. Elle se rencontre sur Savo.

## Description
La carapace de la femelle holotype mesure 2,75 mm de long sur 4,25 mm.

## Étymologie
Cette espèce est nommée en l'honneur de R. A. Dunn (d).

## Publication originale
- Miranda, Giupponi, Prendini & Scharff, 2021 : « Systematic revision of the pantropical whip spider family Charinidae Quintero, 1986 (Arachnida, Amblypygi). » European Journal of Taxonomy, no 772, p. 1–409 (texte intégral).